# بخش سنکا (شهرستان سنکا، اوهایو)
بخش سنکا (به انگلیسی: Seneca Township) یک منطقهٔ مسکونی در ایالات متحده آمریکا است که در شهرستان سنکا، اوهایو واقع شده‌است.
 بخش سنکا ۹۳٫۴ کیلومتر مربع مساحت و ۱٬۶۲۲ نفر جمعیت دارد و ۲۴۷ متر بالاتر از سطح دریا واقع شده‌است.